# Блу-Грасс (Айова)
Блу-Грасс (англ. Blue Grass) — місто (англ. city) в США, в округах Маскетін і Скотт штату Айова. Населення — 1666 осіб (2020).

## Географія
Блу-Грасс розташований за координатами 41°30′34″ пн. ш. 90°45′54″ зх. д. / 41.50944° пн. ш. 90.76500° зх. д. (41.509521, -90.765020).  За даними Бюро перепису населення США в 2010 році місто мало площу 7,48 км², уся площа — суходіл.

## Демографія
Згідно з переписом 2010 року, у місті мешкали 1452 особи в 561 домогосподарстві у складі 426 родин. Густота населення становила 194 особи/км².  Було 597 помешкань (80/км²).
Расовий склад населення:
| - 97,0 % — білих - 1,2 % — чорних або афроамериканців - 0,4 % — корінних американців - 0,2 % — азіатів |

До двох чи більше рас належало 1,0 %. Частка іспаномовних становила 1,8 % від усіх жителів.
За віковим діапазоном населення розподілялося таким чином: 24,7 % — особи молодші 18 років, 61,3 % — особи у віці 18—64 років, 14,0 % — особи у віці 65 років та старші. Медіана віку мешканця становила 39,4 року. На 100 осіб жіночої статі у місті припадало 107,7 чоловіків;  на 100 жінок у віці від 18 років та старших — 99,6 чоловіків також старших 18 років.
Середній дохід на одне домашнє господарство  становив 74 034 долари США (медіана — 64 185), а середній дохід на одну сім'ю — 82 104 долари (медіана — 73 162). Медіана доходів становила 51 134 долари для чоловіків та 34 327 доларів для жінок. За межею бідності перебувало 7,7 % осіб, у тому числі 10,4 % дітей у віці до 18 років та 7,0 % осіб у віці 65 років та старших.
Цивільне працевлаштоване населення становило 696 осіб. Основні галузі зайнятості: виробництво — 20,3 %, освіта, охорона здоров'я та соціальна допомога — 20,3 %, роздрібна торгівля — 11,2 %, будівництво — 9,1 %.